# Into the Void (Black Sabbath)
Into the Void è un brano musicale dei Black Sabbath, contenuto nel loro album del 1971 intitolato Master of Reality, del quale è la traccia conclusiva.

## Il brano
Leave them to their future in their graves...

Make a home where love is there to stay...

Lasciali al loro destino nella tomba...

Costruisciti una casa dove l'amore sia lì per restare...

Pace e felicità in ogni giorno...»
(Black Sabbath, Into the Void)
Una versione embrionale di Into the Void chiamata Spanish Sid è stata pubblicata come traccia bonus nell'edizione deluxe di Master of Reality.
Essendo notevolmente differente dal resto della canzone, la cupissima introduzione di Into the Void è conosciuta presso i fan e gli addetti ai lavori con il nome The Death Mask.

## Cover
Vari artisti hanno reinterpretato il brano, inclusi i Kyuss, gli Sleep, i Cavity, gli Exhorder, i Lumsk, i Soundgarden, i Melvins, i Monster Magnet, gli Orange Goblin, e i 76% Uncertain.
Nella versione dei Soundgarden, contenuta nel loro EP SatanOscillateMyMetallicSonatas, il testo originale della canzone è stato sostituito con delle frasi di protesta ad opera del capo indiano Seattle. Ai Grammy Awards del 1993, il brano, appropriatamente reintitolato per l'occasione Into the Void (Sealth), ha ricevuto una nomination nella categoria Best Metal Performance.

### Versione dei Kyuss
Nel 1996 i Kyuss pubblicarono su singolo una loro versione di Into the Void. Il singolo fu pubblicato dopo lo scioglimento della band, dalla Man's Ruin Records, stampato su vinile viola e arancio "10.

#### Tracce
1. Into the Void (Tony Iommi, Ozzy Osbourne, Geezer Butler, Bill Ward)
2. Fatso Forgotso (Scott Reeder)

#### Musicisti
- John Garcia - Voce
- Josh Homme - Chitarra
- Scott Reeder - Basso
- Alfredo Hernández - Batteria
- Hutch - Ingegnere del suono

## Curiosità
- Into the Void è stata indicata da James Hetfield dei Metallica come la sua canzone preferita dei Black Sabbath.[4]